# MZT1
MZT1 (англ. Mitotic spindle organizing protein 1) – білок, який кодується однойменним геном, розташованим у людей на 13-й хромосомі. Довжина поліпептидного ланцюга білка становить 82 амінокислот, а молекулярна маса — 8 479.
| 10         |  | 20         |  | 30         |  | 40         |  | 50         |
| ---------- |  | ---------- |  | ---------- |  | ---------- |  | ---------- |
| MASSSGAGAA |  | AAAAAANLNA |  | VRETMDVLLE |  | ISRILNTGLD |  | METLSICVRL |
| CEQGINPEAL |  | SSVIKELRKA |  | TEALKAAENM |  | TS         |  |            |

A: Аланін

C: Цистеїн

D: Аспарагінова кислота

E: Глутамінова кислота

G: Гліцин

I: Ізолейцин

K: Лізин

L: Лейцин

M: Метіонін

N: Аспарагін

P: Пролін

Q: Глутамін

R: Аргінін

S: Серин

T: Треонін

Задіяний у такому біологічному процесі, як ацетилювання. 
Локалізований у цитоплазмі, цитоскелеті.